# Xanthippos
Xanthippos var en atensk statsman som levde under 400-talet f.Kr. Han var gift med Agariste och far till den atenske politikern Perikles samt arkont av Aten 479 f.Kr. efter att han 484 f.Kr. hade förvisats från staden, men blivit återtagen.